# Stejar, Arad
Stejar este un sat în comuna Vărădia de Mureș din județul Arad, Crișana, România.

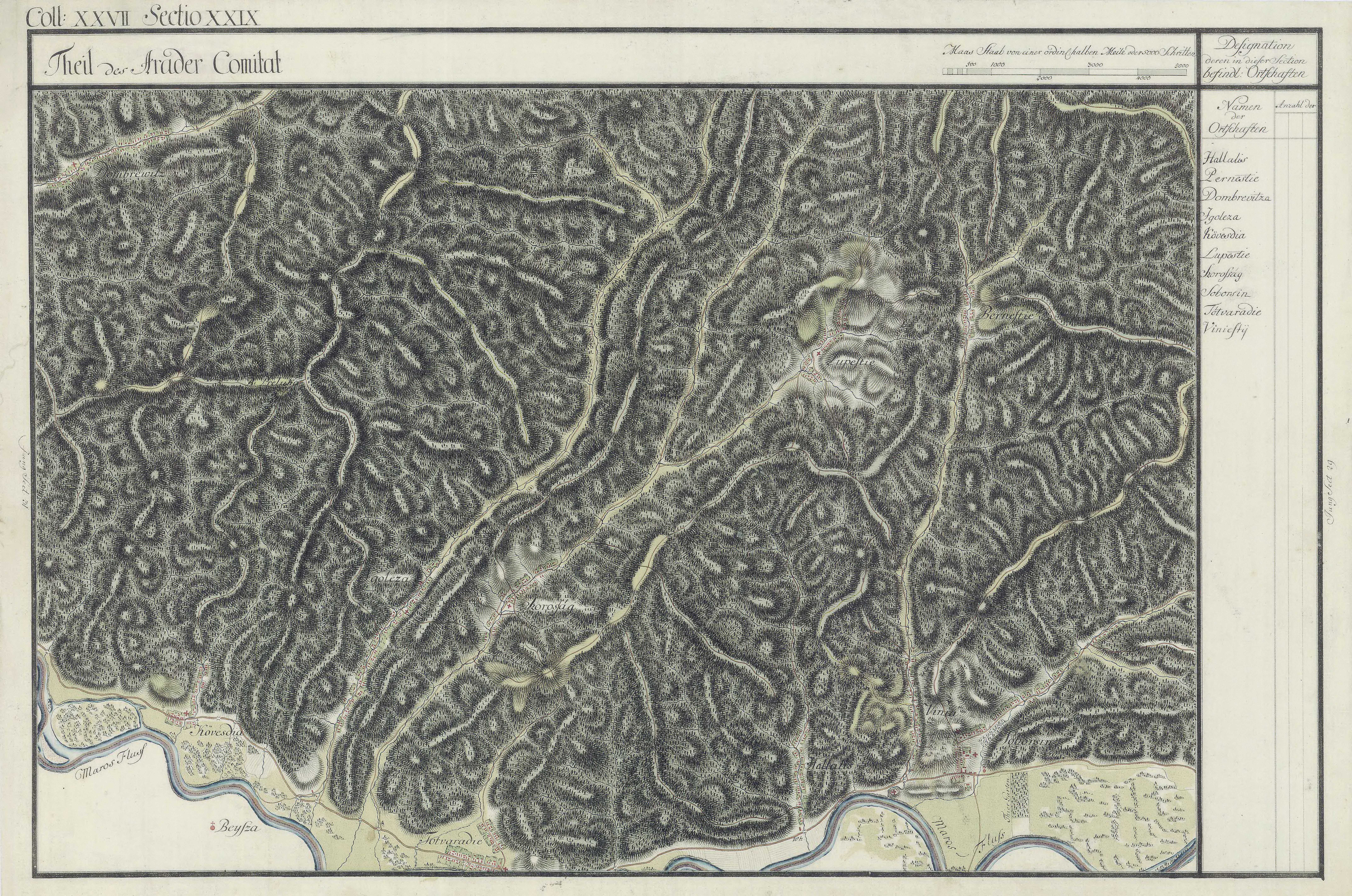
Stejar în Harta Iosefină a Comitatului Arad